# Воробьёв, Николай Иванович
Николай Иванович Воробьёв — советский мелиоратор и организатор науки.

## Биография
Родился в 1932 году в селе Откосное. Член КПСС.
Окончил Горьковский строительный техникум и Ленинградский политехнический институт.
В 1954—1960 гг. — инженер-гидротехник в группе рабочего проектирования на строительстве Новосибирской ГЭС, в группе рабочей документации на строительстве Красноярской ГЭС института «Ленгидропроект».
В 1960—1963 гг. — инструктор Ждановского райкома КПСС, инструктор Ленинградского обкома КПСС.
В 1963—1993 гг. — директор института «Ленгипроводхоз».
Лауреат премии Совета Министров СССР.
Заслуженный мелиоратор Российской Федерации (1992).
Умер в 1993 году в Санкт-Петербурге.

## Награды
- Орден Октябрьской Революции
- Орден Трудового Красного Знамени
- Орден Знак Почёта